# Numero esagonale

Rappresentazione dei primi quattro numeri esagonali.

Un numero esagonale è un numero poligonale che rappresenta un esagono. Il numero esagonale per n può essere calcolato con la formula
{\displaystyle \mathrm {Hex} _{n}=2n^{2}-n,}
oppure con la formula derivata da quella per i numeri pentagonali:
{\displaystyle \mathrm {Hex} _{n}={\frac {n\left(4n-2\right)}{2}}.}
I primi 30 numeri esagonali sono:
1, 6, 15, 28, 45, 66, 91, 120, 153, 190,
231, 276, 325, 378, 435, 496, 561, 630, 703, 780, 861, 946, 1035, 1128, 1225, 1326, 1431, 1540, 1653, 1770
Ogni numero esagonale è anche un numero triangolare, ma non tutti i numeri triangolari sono anche esagonali poiché vale la seguente relazione:
{\displaystyle \mathrm {Hex} _{n}=n(2n-1)={\frac {2n\left(2n-1\right)}{2}}=T_{2n-1}.}
e sono esagonali solo i numeri triangolari con indice dispari.
Come nel caso dei numeri triangolari, la radice digitale in base dieci di un numero esagonale può essere solo 1, 3, 6 o 9.
Ogni intero positivo può essere rappresentato come somma di al più sei numeri esagonali; tuttavia, soltanto due (11 e 26) richiedono sei numeri, e solo 13 richiedono cinque o più numeri. Adrien-Marie Legendre ha dimostrato nel 1830 che ogni intero maggiore di 1791 può essere espresso come somma di non più di quattro numeri esagonali; in seguito, è stato dimostrato che ogni intero sufficientemente grande è somma di al più tre numeri esagonali.
I numeri esagonali non devono essere confusi con i numeri esagonali centrati.